# Johann Georg von Rappard
Johann Georg (Johann-Georg Edler) von Rappard (* 8. Mai 1915 in Charlottenburg; † 9. November 2006 in Holzen) war bis 1941 Besitzer der Bremsdorfer Mühle und Genealoge.
Seine Mutter war Natalie Freda Elisabeth Gräfin von Einsiedel (1892–1936), Tochter der Frieda Gräfin von Westarp (1863–1949) und des Politikers und Großgrundbesitzers Johann Georg von Einsiedel-Reibersdorf. Sein Vater war Curt von Rappard (1881–1956), königlich preußischer Oberregierungsrat (a. D.). Die Ehe der Eltern wurde 1919 geschieden, der Vater heiratete 1923 dann Konstanze von Kaler zu Lanzenheim, geschieden 1932, und 1942 in Potsdam Gerda-Cecelie von Rappard. Johann Georgs Urgroßvater war Conrad von Rappard. Den Besitz Bremsdorfer Mühle erhielt er von seiner Mutter.
1951 heiratete er in Wedel in Holstein die Gutsbesitzerstochter Ehrentraut von Freier-Hoppenrade, Tochter der Helene von Sittmann und des ehemaligen nordbrandenburgischen Gutsbesitzers Landschaftsdirektor Carl Günter von Freier-Hoppenrade. Aus der Ehe stammt der Sohn Clemens von Rappard und die jüngere Tochter Natalie von Rappard. 
Sein Beruf als Genealoge ermöglichte ihm ab Anfang der 1960er Jahre die Mitarbeit am Genealogischen Handbuchs des Adels des C. A. Starke-Verlags, dessen Hauptsachbearbeiter damals Hans Friedrich von Ehrenkrook war, und ab 1967 Walter von Hueck wurde; Herausgeber das Deutsche Adelsarchiv. Mit dem Genealogen Friedrich Wilhelm Euler verband ihn eine jahrzehntelange Freundschaft und Zusammenarbeit.
Später zeichnete Rappard für die Schriften des Bundesnachrichtendienstes in Pullach zuständig. Er war Ehrenritter des Johanniterordens.